# Rivière Atimw
Rivière Atimw är ett vattendrag i Kanada.   Det ligger i provinsen Québec, i den sydöstra delen av landet, 270 km norr om huvudstaden Ottawa. Rivière Atimw ligger vid sjön Lac Lortie.
I omgivningarna runt Rivière Atimw växer i huvudsak blandskog. Trakten runt Rivière Atimw är nära nog obefolkad, med mindre än två invånare per kvadratkilometer.